# Travnyik János
Travnyik János (Viszolaj/Beckó, 1816. június 26. – Pest, 1864. április 3.) ügyvéd, zongoraművész, zeneszerző.

## Életútja
Korának népszerű zeneszerzője volt. Részt vett Kölcsey Ferenc Himnuszának megzenésítésére 1844-ben kiírt pályázaton. 1847-től a Kisfaludy Társaság megbízásából Fogarasi Jánossal együtt két füzetnyi magyar népdalt adott ki. Főképpen magyar népies dalokat, csárdászenét komponált, mint például a Makói-csárdást, melynek részleteit Brahms és Kodály is feldolgozta. Agyi érkatasztrófa következtében hunyt el, a Kerepesi úti temetőben helyezték örök nyugalomra 1864. április 5-én.
Felesége Offenbach Erzsébet volt.